# هموروئیدکتومی

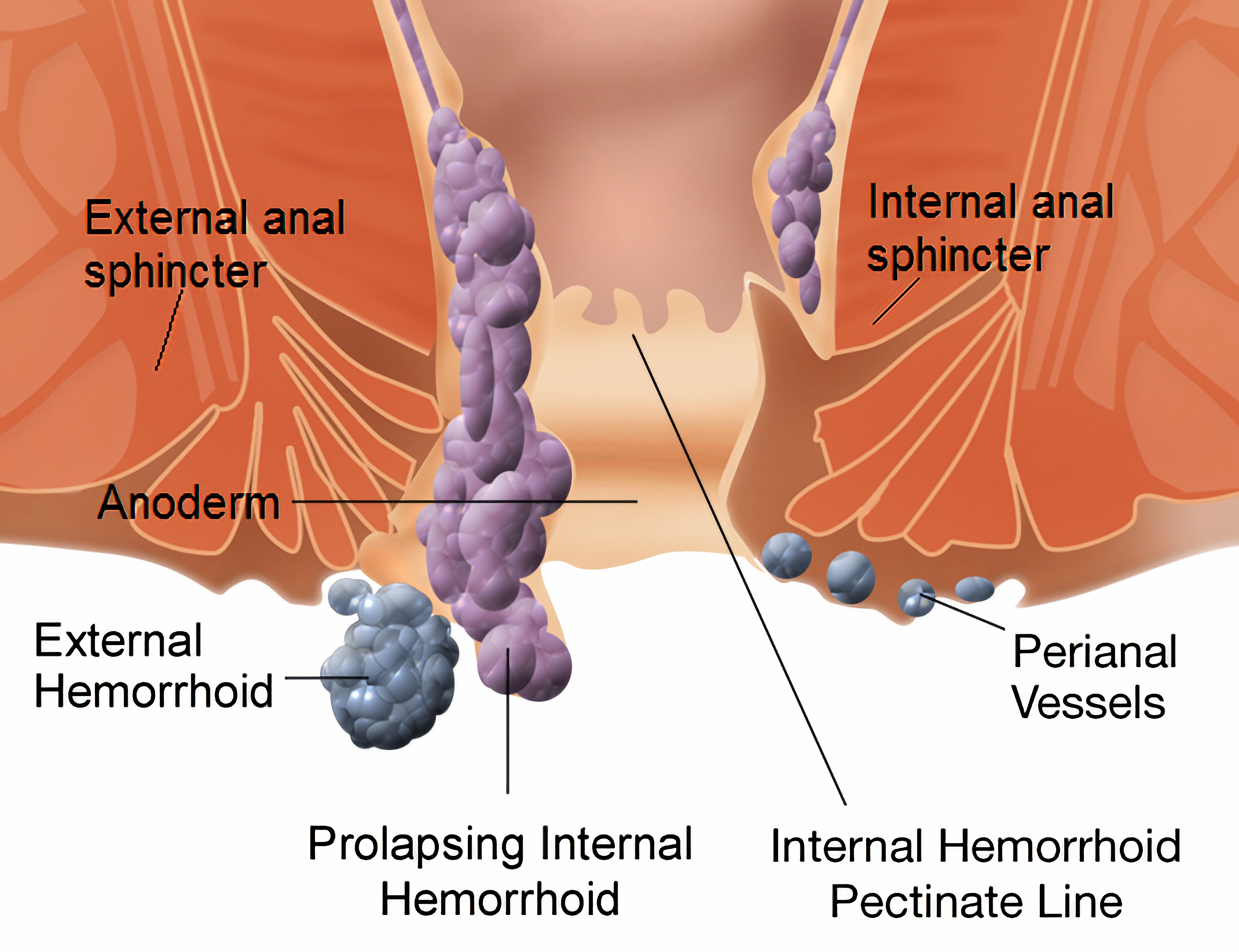
بواسیر داخلی و خارجی

هموروئیدکتومی(به انگلیسی: Hemorrhoidectomy) به جراحی  برداشتن هموروئید یا همان بواسیر گفته می‌شود.

## انواع هموروئیدکتومی
- هموروئیدکتومی بسته (Closed Hemorrhoidectomy):

هموروئیدکتومی بسته بیشترین استفاده را در درمان هموروئیدهای داخلی دارد. در این روش هموروئید با استفاده از یک وسیله نوک تیز مانند چاقوی کوچک جراحی، قیچی، الکتروکوتر، یا حتی لیزری برش داده شده و سپس با استفاده از نخ قابل جذب ترمیم می‌شود. به‌طور معمول هر سه ستون هموروئیدی در یک مدت زمان درمان می‌شوند. مراقبت‌های بعد از عمل شامل حمام نشسته مکرر، داروهای ضد درد ملایم، و اجتناب از یبوست می‌باشد. هموروئیدکتومی بسته در ۹۵٪ موارد موفقیت‌آمیز می‌باشد.
- هموروئیدکتومی باز (Open Hemorrhoidectomy):

در هموروئیدکتومی باز، بافت‌های هموروئیدی در همان شیوه‌ای که در روش بسته بود خارج می‌شوند با این تفاوت که برش جراحی در سمت چپ زده می‌شود و باز می‌شود. ممکن است این روش زمانی که محل، مکان هموروئید مناسب نباشد یا احتمال بسته شدن زخم مشکل باشد یا احتمال عفونت بعد از جراحی بالا باشد. معمولاً  ترکیبی از روش باز و بسته جهت درمان استفاده می‌شود.
- هموروئیدکتومی استاپلر (جراحی پرولاپس و هموروئید - PPH):

هموروئیدکتومی استاپلر جدیدترین روش برای  درمان هموروئید داخلی  است. این روش به چندین نام مشهور است از جمله روش لونگو(Longo's procedure)، این روش برای پرولاپس و هموروئید (Procedure for Prolapse and Hemorrhoids - PPH) مورد استفاده قرار می‌گیرد.
هموروئیدکتومی استاپلر است که عمدتا در بیماران مبتلا به هموروئید درجه درجه III و IV و بیمارانی که باید درمان آن‌ها با کمترین میزان شکست انجام شود مورد استفاده قرار می‌گیرد.
مطالعات نشان داده‌اند  هموروئیدکتومی با استاپلر درد بعد از عمل کمتر و بهبودی سریعتری در مقایسه با عمل جراحی معمولی دارد اما با سرعت عو بیشتر.
- بستن باند لاستیکی(Rubber band Ligation):

در این روش یک حلقه لاستیکی به دور پایه هموروئید انداخته می‌شود. حلقه از گردش خون جلوگیری می‌کند و هموروئید بعد از چند روز دفع می‌شود.
- اسفنگتروتومی داخلی-جانبی(Lateral Internal Sphincterotomy):

اسفنگتروتومی داخلی-جانبی یا باز کردن عضله اسفنگتر داخلی کانال آنال نیز گاهی همراه با هموروئیداکتومی انجام می‌شود. این روش در بیمارانی با فشار وارده بالا به اسفنگتر در حالت استراحت مورد استفاده قرار می‌گیرد.
این روش برای کاهش درد پس از عمل استفاده می‌شود و  این است که در اغلب موارد استفاده می‌شود و خیلی شایع نمی‌باشد.

## خطرات
- درد، خونریزیو عدم توانایی در ادرار (احتباس ادراری) می‌باشد.

دیگر خطرات این عمل شامل موارد زیر می‌شود:
- خطرات اولیه:
  - خون‌ریزی از کانال آنال در محل عمل
  - ایجاد لخته در محل برش جراحی (هماتوم)
  - عدم توانایی دفع از روده یا مثانه
  - عفونت محل
  - به دام افتادن مدفوع در کانال آنال
- مشکلات ثانویه:
  - مدفوع باریک (به دلیل تنگی کانال)
  - عود مجدد هموروئید
  - ایجاد فیستول غیرطبیعی بین کانال آنال و رکتوم یا دیگر نواحی
  - پرولاپس (بیرون زدگی) رکتوم[۵]